# Lao Badminton Federation
Die Lao Badminton Federation (LBF) ist die oberste nationale administrative Organisation in der Sportart Badminton in Laos. 

## Geschichte
Die Lao Badminton Federation wurde im Februar 1955 als Association de Badminton du Royaume de Laos gegründet. Im Juni 1966 wurde die Assoziation Mitglied im Weltverband IBF und später auch Mitglied im kontinentalen Dachverband Badminton Asia Confederation, damals noch unter dem Namen Asian Badminton Confederation firmierend. Sitz des Verbandes ist Vientiane. Er gehört dem Nationalen Olympischen Komitee an.

## Bedeutende Veranstaltungen, Turniere und Ligen
- Laos International
- Einzelmeisterschaften

## Bedeutende Persönlichkeiten
- Santiphab Phomvihane, Präsident
- Lapphoune Khamvongsa, ehemaliger Präsident